# Van de Graaff (kráter)

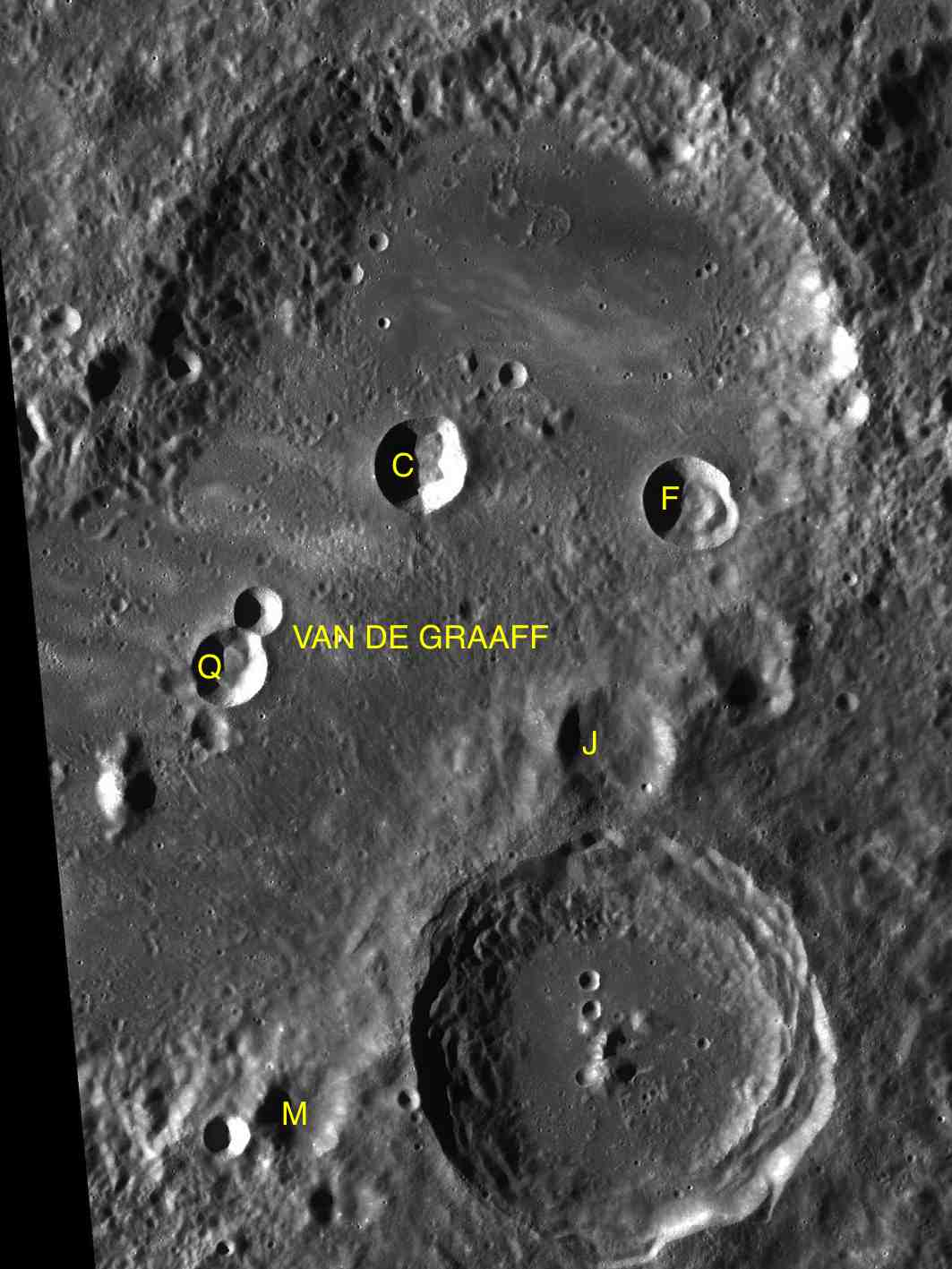
Poloha kráteru Van de Graaff.

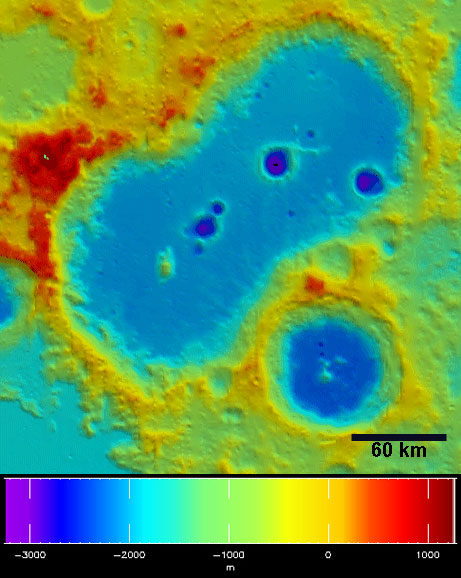
Van de Graaff snímaný laserovým výškoměrem sondy LRO.

Van De Graaff je atypický kráterový útvar nacházející se na jižní hemisféře na odvrácené straně Měsíce, není tedy pozorovatelný přímo ze Země. Je to složenina dvou překrývajících se kráterů ve tvaru číslice 8, přičemž mezi nimi není žádný oddělující val. Jihozápadní oddíl má centrální pahorek, severovýchodní jej postrádá. Na poměrně plochém dně se nachází řada kráterových jamek, z nichž dvě největší jsou situovány v severovýchodní části.
Útvar má celkový průměr 240 km a byl pojmenován na počest amerického fyzika Roberta J. Van de Graaffa.
Van De Graaff leží na severovýchodním okraji Mare Ingenii (Moře touhy). Jeho jihovýchodního okrajového valu se dotýká kráter Birkeland, severně leží kráter Aitken, východně Nassau a jiho-jihovýchodně kráter s tmavým dnem Leibnitz.

## Satelitní krátery
V okolí kráteru se nachází několik dalších kráterů. Ty byly označeny podle zavedených zvyklostí jménem hlavního kráteru a velkým písmenem abecedy.
| Van de Graaff | Sel. šířka | Sel. délka | Průměr |
| ------------- | ---------- | ---------- | ------ |
| C             | 26.6° J    | 172.8° V   | 20 km  |
| F             | 26.8° J    | 174.6° V   | 20 km  |
| J             | 28.5° J    | 174.1° V   | 25 km  |
| M             | 30.6° J    | 171.5° V   | 19 km  |
| Q             | 27.6° J    | 171.3° V   | 15 km  |